# Bloodhounds of the North
Bloodhounds of the North è un cortometraggio muto del 1913 diretto da Allan Dwan.

## Produzione
Il film fu prodotto dall'Universal Film Manufacturing Company (come Universal Gold Seal).

## Distribuzione
Distribuito dall'Universal Film Manufacturing Company, il film - un cortometraggio in due bobine - uscì nelle sale cinematografiche USA il 23 dicembre 1913. Ne fu fatta una riedizione che venne distribuita il 18 gennaio 1917.
Non si conoscono copie ancora esistenti della pellicola che viene considerata presumibilmente perduta.